# Gare de Bournezeau
Gare de Bournezeau – przystanek kolejowy w Bournezeau, w departamencie Wandea, w regionie Kraj Loary, we Francji.
Jest przystankiem kolejowym Société nationale des chemins de fer français (SNCF), obsługiwanym przez pociągi TER Pays de la Loire.

## Położenie
Znajduje się na wysokości 93 m n.p.m., na 57,649 km linii Les Sables-d'Olonne – Tours, pomiędzy stacjami Fougeré i Chantonnay.